# NHK子どもパビリオン
NHK子どもパビリオン（NHKこどもパビリオン）は、1990年4月13日から1991年3月29日までNHK総合テレビで放送されたテレビ番組である。

## 概要
こども向けの良質なドラマやドキュメンタリーを放送するテレビ番組である。
『ちりめんじゃこの詩』（全4回）は大阪放送局制作、『キッドストリート』（全5回）は名古屋放送局制作だった。

## 放送時間
- 金曜 20:00 - 20:45

## 出演者
- 案内役 - 渡辺徹

## エンディングテーマ
- 「Endless Dream」- 尾崎亜美（ポニーキャニオン）

## 放送リスト
| タイトル                                               | 放送日         |
| ------------------------------------------------------ | -------------- |
| ひかるサケ（前編）                                     | 1990年4月13日  |
| ひかるサケ（後編）                                     | 1990年4月20日  |
| ジャンボ!アフリカ ヒサ親子のサバンナ大冒険             | 1990年4月27日  |
| キッドストリート（1）危機一髪!美少女博士               | 1990年5月11日  |
| ジャッキー・チェン ヒーロー誕生物語                    | 1990年5月18日  |
| ぼくを見て!                                            | 1990年5月25日  |
| 翼に乗ってきた天使たち                                 | 1990年6月1日   |
| 曙よ親方を越えろ!                                      | 1990年6月8日   |
| キッドストリート（2）ホールドアップ 手をあげろ         | 1990年6月15日  |
| キッドストリート（3）リターンマッチ!男の花道           | 1990年6月22日  |
| 象 ゾウ ぞう                                           | 1990年6月29日  |
| ミュージカルショウ ぼくのせいじゃない                  | 1990年7月6日   |
| パパは君のそばにいる オクラホマに帰ったバース選手      | 1990年7月13日  |
| すばる劇場にご招待!まど・みちお詩が星のように          | 1990年7月20日  |
| 必見必笑!世界の芸 珍芸奇芸大集合                       | 1990年7月27日  |
| 犬たちとボクの日日（1）                                | 1990年8月24日  |
| 犬たちとボクの日日（2）                                | 1990年8月31日  |
| 犬たちとボクの日日（3）                                | 1990年9月7日   |
| 満くんの夏休み日記                                     | 1990年9月14日  |
| 少女フリーダ                                           | 1990年9月21日  |
| 栄光の10番・マラドーナ                                 | 1990年10月26日 |
| 走った跳んだ!日本列島大運動会                          | 1990年11月2日  |
| ふたり（前編）                                         | 1990年11月9日  |
| ふたり（後編）                                         | 1990年11月16日 |
| 野生体験 オーストラリアの旅 アボリジニと暮らした10日間 | 1990年11月30日 |
| めざせF1チャンピオン・レーサー鈴木亜久里の夢（前編）   | 1990年12月7日  |
| めざせF1チャンピオン・レーサー鈴木亜久里の夢（後編）   | 1990年12月14日 |
| ぼくらのジャングル大冒険                               | 1990年12月21日 |
| ちりめんじゃこの詩（1）兄弟分                          | 1991年1月11日  |
| ちりめんじゃこの詩（2）接吻                            | 1991年1月25日  |
| ちりめんじゃこの詩（3）初恋記念                        | 1991年2月1日   |
| ちりめんじゃこの詩（4）真剣勝負                        | 1991年2月15日  |
| 大好きがいっぱい 少女小説家・折原みと（前編）          | 1991年2月22日  |
| 大好きがいっぱい 少女小説家・折原みと（後編）          | 1991年3月1日   |
| キッドストリート（4）猫だけが知っている                | 1991年3月8日   |
| キッドストリート（5）初恋100%                          | 1991年3月29日  |